# Licitationen
A Licitationen vagy Licitationen - Byggeriets Dagblad egy dán építőipari napilap. 1908 októberében alapították. Fő célcsoportját az építőipari vállalkozók képezik. mintegy 4300 előfizetőjével együtt 16 000 olvasója van.
Hétfőtől péntekig jelenik meg naponta 8-12 oldalon. Tartalmát építőipari témájú cikkek mellett az aktuális dániai és európai építőipari közbeszerzéseket, illetve magánépíttetők jelentősebb felhívásait tartalmazó listák teszik ki.
A lapnál a főszerkesztő, Claus Michael Nielsen alatt hét újságíró és egy fotós dolgozik.